# (85236) 1993 KH
1993 كي إتش (ويعرف أيضًا باسم (85236) 1993 كي إتش وفق تسمية الكوكب الصغير) (بالإنجليزية: 1993 KH)‏ هو كويكب ضمن حزام الكويكبات؛ وترتيبه 85236 من حيث الاكتشاف.
اكتُشف هذا الجُرم الفلكي بواسطة روبرت إتش ماكنوت في 24 مايو 1993.

## وصلات خارجية
- (85236) 1993 KH في قاعدة بيانات مختبر الدفع النفاث لأجرام النظام الشمسي الصغيرة

- الاكتشاف · مخطط المدار ·  العناصر المدارية · المعلمات المادية

- (85236) 1993 KH على موقع ويكي سكاي: DSS2, SDSS, GALEX, IRAS, Hydrogen α, X-Ray, Astrophoto, Sky Map, Articles and images